# (2981) Chagall
(2981) Chagall (1981 EE20; 1954 LF; 1977 RN3) ist ein ungefähr 15 Kilometer großer Asteroid des äußeren Hauptgürtels, der am 2. März 1981 vom US-amerikanischen Astronomen Schelte John Bus am Siding-Spring-Observatorium in der Nähe von Coonabarabran, New South Wales in Australien (IAU-Code 260) entdeckt wurde. Er gehört zur Themis-Familie, einer Gruppe von Asteroiden, die nach (24) Themis benannt ist.

## Benennung
(2981) Chagall wurde nach dem französischen Maler Marc Chagall (1887–1985) benannt, der im Russischen Kaiserreich geboren wurde und jüdischer Herkunft war. Seine traumhaften und oft skurrilen Darstellungen von Menschen und Tieren machten ihn zu einem beliebten und innovativen Künstler des 20. Jahrhunderts. Seine Gemälde spiegeln seinen starken religiösen Hintergrund und eine innere, fast kindliche, Freude und Liebe für das Leben und die Welt wider. Zu seinen Hauptwerken zählen Hunderte von Gemälden und Buchillustrationen sowie Bühnen- und Kostümentwürfe für Theater und Ballett.